# Beatrice Rohner
Beatrice Rohner (Bazel, 24 april 1876 - Wüstenrot, 9 februari 1947) was een Zwitserse vluchtelingenhelpster.

## Biografie
Beatrice Rohner beleefde haar schooltijd in haar geboortestad Bazel en woonde een tijdje in Parijs, waar ze als gouvernante aan de slag was. In 1899 sloot ze zich aan bij de Deutscher Hülfsbund für christliches Liebeswerk im Orient, een Duitse menslievende vereniging ten voordele van de Armeense slachtoffers van de Hamidische Bloedbaden uit de periode 1895-1896. Ze ging aan de slag als lerares en directrice van een weeshuis in Kahramanmaraş, in het Ottomaanse Rijk. Later ving ze ook Armeense weeskinderen op in Aleppo. Tevens richtte ze in 1916, ten tijde van de Armeense Genocide, een koerierdienst in naar het concentratiekamp van Deir ez-Zor. Nadat in maart 1917 de weeskinderen uit het weeshuis werden gedeporteerd, stortte Rohner in. Na een lang herstel concentreerde ze zich op evangelische werken.